# Aspidogyne commelinoides
Aspidogyne commelinoides es una orquídea terrestre originaria de los trópicos de Sudamérica.

## Descripción
Es una orquídea de tamaño pequeño, que prefiere un clima fresco con hábito creciente terrestre con un tallo que lleva una hoja erecta, elíptica, aguda, estrechándose gradualmente abajo en la base peciolada. Florece en una inflorescencia erecta y cónica de 10 cm con muchas flores, con brácteas florales lanceoladas, agudas.

## Distribución y hábitat
Se encuentra en Minas Gerais en Brasil en el Cerrado y la Mata Atlántica.

## Taxonomía
Aspidogyne commelinoides fue descrita por (Barb.Rodr.) Garay y publicado en Bradea, Boletim do Herbarium Bradeanum 2: 201. 1977.
Etimología
Aspidogyne: nombre genérico que viene del griego aspis, "escudo", y gyne, "hueco", con referencia a los grandes márgenes de curvas de sus flores, que se asemejan a un escudo.
commelinoides: epíteto latino que significa "similar a Commelina".
Sinonimia
- Erythrodes commelinoides (Barb.Rodr.) Ames
- Physurus commelinoides Barb.Rodr.[5][6]